# Tembotrion
Tembotrion ist eine chemische Verbindung aus der Gruppe der Triketone. Es wird in der Landwirtschaft als Herbizid eingesetzt.

## Verwendung
Tembotrion wird als Herbizid im Maisanbau verwendet. Die Zielorganismen für Tembotrion sind einjährige einkeimblättrige und zweikeimblättrige Unkräuter.

## Wirkung
Die Wirkungsweise von Tembotrion wird der HRAC-Gruppe F2 zugeordnet.
Die Herbizide der HRAC-Gruppe F2 hemmen in den Zielorganismen die Biosynthese von Carotinoiden.
Carotinoide haben eine wichtige Funktion in der Photosynthese. Sie dienen als akzessorische Pigmente. Fehlen diese Pigmente, sind die Lichtsammelkomplexe in den Chloroplasten, der Ort der Photosynthese, nicht mehr effektiv in der Lage, verschiedene Wellenlängen zu absorbieren, wodurch die Photosynthese abnimmt.
Neben der Funktion der Lichtabsorption dienen die Carotinoide in Früchten und Blüten auch als Farbstoffe. Des Weiteren haben Carotinoide die Eigenschaft, der photoinduzierten Bildung reaktiver Sauerstoffspezies entgegenzuwirken. Carotinoide schützen so das Chlorophyll, das für die grüne Farbe von Blättern sorgt, vor photooxidativer Zerstörung.
Tembotrion hemmt das Enzym 4-Hydroxyphenylpyruvat-Dioxygenase (HPPD). HPPD katalysiert eine chemische Reaktion in der Biosynthese von Plastochinonen, welche als Cofaktoren der Phytoen-Desaturase (PDS) fungieren. PDS ist wiederum an der Biosynthese von Carotinoiden beteiligt, die durch die Inhibition von HPPD und der dadurch fehlenden Cofaktoren nicht in der Lage ist, den weiteren Reaktionsverlauf der Carotinoide zu katalysieren.
Bei Anwesenheit von Tembotrion können Pflanzen die lebenswichtigen Carotinoide nicht mehr bilden. Dies führt zum Absterben des Organismus.
Durch die Abwesenheit der Carotinoide treten vermehrt reaktionsfreudige Sauerstoffverbindungen auf, die dafür sorgen, dass die Chlorophylle in der Pflanze oxidiert werden und die grüne Farbe abnimmt. Deswegen werden Herbizide, die die Carotinoidsynthese hemmen, auch als Bleichherbizide bezeichnet.
Zusätzlich hemmt Tembotrion die Biosynthese von α-Tocopherolen, zu denen unter anderem Vitamin E gehört. Die α-Tocopherole haben die Eigenschaft, das Blattgewebe vor sehr starker Sonneneinstrahlung zu schützen.

## Zulassungsstatus
Tembotrion ist seit dem 1. Mai 2014 in der EU zugelassen. Pflanzenschutzmittel mit diesem Wirkstoff sind in Deutschland, Österreich und der Schweiz erhältlich.

## Handelsnamen
Produkte mit dem Wirkstoff Tembotrion sind neben anderen:
- Barst, Capreno, Laudis, Zignis